# 元罗
元罗（5世紀—568年9月9日），本名罗刹，字仲纲，河南郡洛阳县（今河南省洛阳市东）人，魏道武帝拓跋珪的后裔，太师、江阳王元继之子，北魏宗室、官员。

## 生平

### 北魏时期
元罗以节俭朴素著称，以司空参军事为起家官，转任司徒主簿，兼领尝食典御、散骑侍郎、散骑常侍。虽然父亲和哥哥尊贵显赫，元罗却虚心谦让，恭顺地接待他人，后升任平东将军、青州刺史。元罗的大哥元乂在朝中专权时，元罗声望遍布天下，当时有才学名气的人士王元景、邢子才、李奖等人都成为元罗的宾客，跟着他前往青州。当时梁武帝萧衍派遣将领侵犯北魏边境，北魏朝廷以元罗代理抚军将军，都督青光南青三州诸军事。元罗从青州刺史解任，入朝担任宗正卿。建义元年五月丁巳朔（528年6月3日），尚书右仆射元罗出任东道大使，与副大使征东将军、光禄勋元欣，副使封隆之、邢子才、李浑、李象、祖鸿勋等人一起巡视各地，升降官员的官职，先施行后报告。元罗巡察安抚东道后，投降葛荣的兄弟相继向元罗投降。永安三年（530年），尔朱荣前往洛阳，说要看女儿尔朱皇后分娩，魏孝庄帝元子攸害怕河阴之变的旧事，担心自身难保，与城阳王元徽、侍中杨侃、李彧、元罗等人谋划，众人都劝说魏孝庄帝刺杀尔朱荣。普泰元年三月丙子（531年6月7日），魏节闵帝元恭在显阳殿接见元罗和其他皇室宗亲，加以慰劳勉励。太昌元年五月丙申（532年6月21日），侍中、骠骑大将军、尚书左仆射元罗升任仪同三司、尚书令。魏孝武帝元修将要迎娶高欢长女高氏为皇后时，诏令元罗和太常卿李元忠前往晋阳送交定亲礼物，元罗很快出任使持节、骠骑大将军、开府仪同三司、梁州刺史。

### 东魏时期
元罗为人怯懦，天平二年，梁武帝派遣北梁州刺史兰钦进攻汉中，围逼梁州，行台元子礼、将军薛怀儁、张菩萨都被俘虏，十一月壬戌（535年12月29日），元罗献城向南梁投降。

### 南朝时期
大同二年五月乙巳（536年6月9日），南梁任命元罗为征北大将军、青冀二州刺史，封东郡王。大同六年五月戊寅（539年6月27日），前任青冀二州刺史元罗出任右光禄大夫。侯景起兵后，任命元罗为开府仪同三司、尚书令，改封江阳王。太清二年九月丙寅（548年10月25日），左光禄大夫元罗加镇右将军。正平二年（549年）六月，侯景封元罗为西秦王。太清三年（549年）十一月，元罗加仪同三司。大宝二年（551年）正月，侯景任命元罗为太傅。太始二年三月戊子（552年4月29日），王僧辩攻入建康台城，王克和元罗率领台城内的南梁旧臣在道路上迎接王僧辩。

### 西魏北周时期
梁元帝萧绎击败侯景后，宇文泰向南梁求元罗，元罗于是回到北方，在西魏出任开府仪同三司、侍中、少师，承袭了江阳王的爵位。元罗侄子元稚舒的儿子元善从南方进入关西，元罗将江阳王的爵位还给元善，被改封为固道郡公。周明帝宇文毓二年（558年）九月甲辰，元罗被封韩国公，以延续北魏的后嗣。天和三年八月乙丑（568年9月9日），元罗去世。

## 其他
元罗担任直阁时，曾经路过中山郡，对中山郡内史王世弼说：“堂堂两州刺史，如今变为一郡官，也真让人心不平。”王世弼说：“仪同的称号，从邓骘开始；平北将军做郡官，从下官开始。”
元乂死后，元罗逼奸元乂的夫人胡玄辉，当时的人认为这非常丑陋，也有人说这是元罗救命的计策。

## 家庭

### 兄弟姐妹
- 元乂，北魏骠骑大将军、仪同三司、尚书令、侍中、领左右、江阳景昭王
- 元爽，北魏散骑常侍、卫将军、金紫光禄大夫、领左右直长
- 元蛮，北齐开府仪同三司
- 元爪，北魏给事中
- 元氏，元叉姐，嫁张庆
- 元氏，嫁侯刚之子
- 元阿妙，嫁李神俊

### 子女
- 元氏，先嫁北齐临漳县县令李庶，后改嫁开府、胶州刺史、南泉郡王赵起[41]